# Duńczyca
Duńczyca – dawne ramię ujściowe Odry w Szczecinie. Jeden z cieków Międzyodrza; część akwatorium portu morskiego w Szczecinie. 

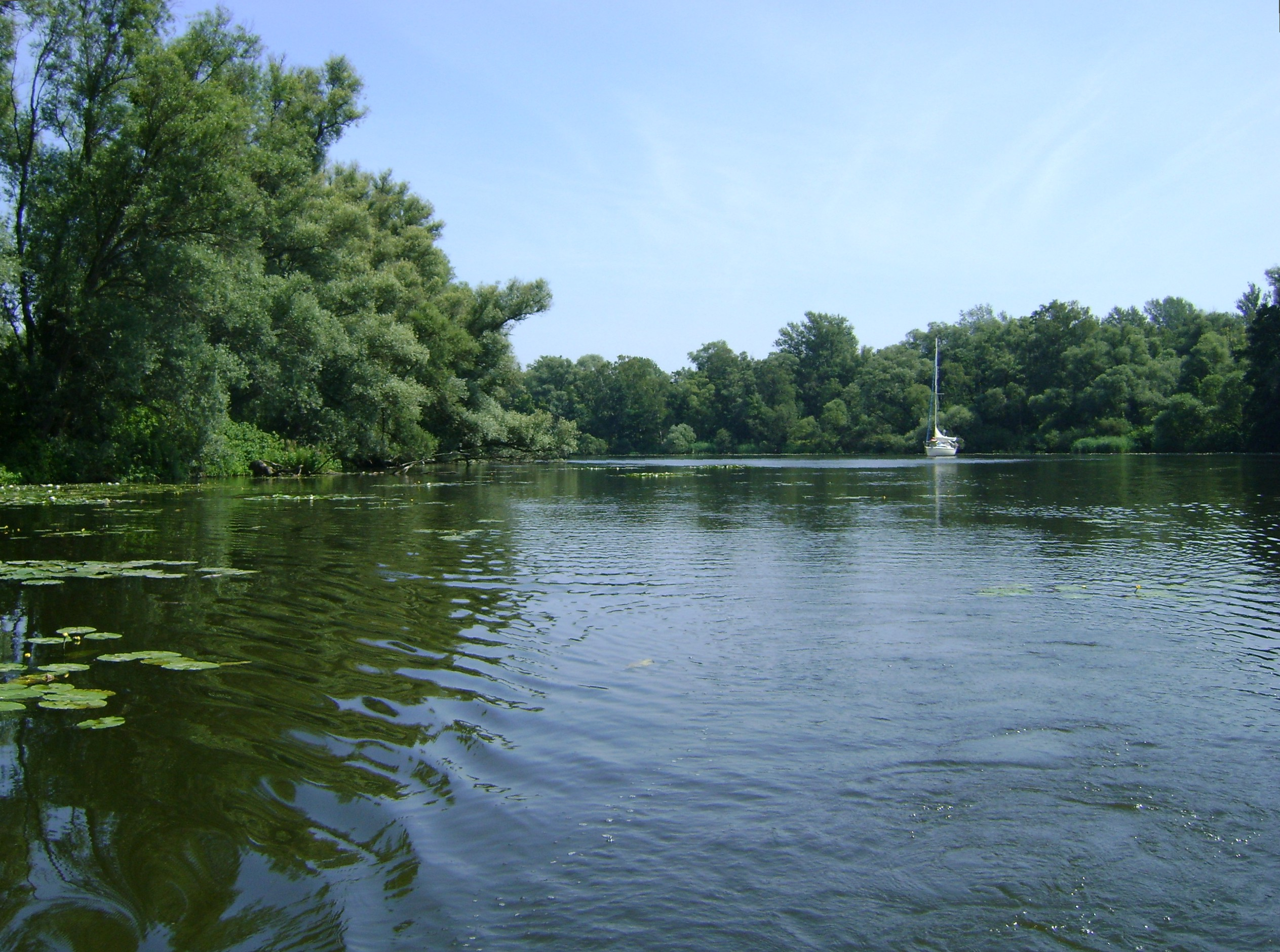
Duńczyca na odcinku środkowym między Ostrowem Grabowskim (po lewej) i Ostrowem Mieleńskim (po prawej)

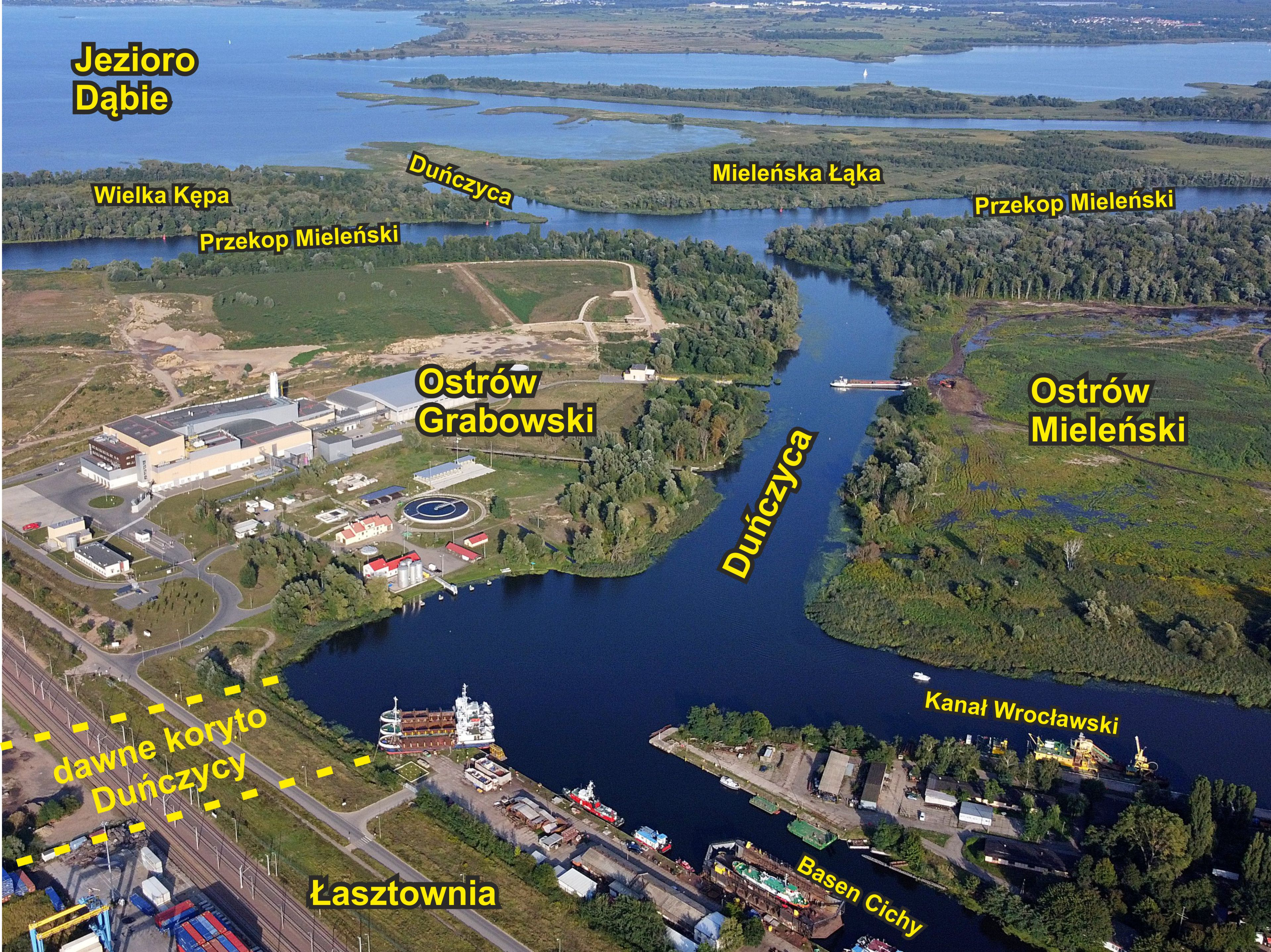
Duńczyca (część wschodnia)

Wskutek rozbudowy portu morskiego, począwszy od 2. połowy XIX wieku systematycznie zmieniano jej bieg. Ostatecznie w środkowej części usypano dwie groble przez co ciek został rozdzielony na trzy fragmenty. Pierwsza powstała przed wybuchem II wojny światowej przyłączyła do Łasztowni obszar ograniczony nabrzeżami Polskim, Belgijskim, Niemieckim, Słowackim i Czeskim z 64-metrowej wysokości (18 pięter) elewatorem zbożowym „Ewa” (nazwy współczesne) oraz druga – zdudowana współcześnie – łącząca z Łasztownią dawną wyspę Ostrów Grabowski.
Zachodnia część Duńczycy oddziela Wyspę Grodzką wraz z Bielawą od Łasztowni. Na Łasztowni od strony Duńczycy znajduje się Nabrzeże Starówka. Na północnym krańcu tego fragmentu Duńczycy wykonany został Kanał Grodzki będący wejściem do szczecińskiego portu wolnocłowego otwartego w 1898 roku. Fragment środkowy, najkrótszy, stał się częścią wybagrowanego ku północy Kanału Dębickiego, natomiast wschodni odcinek przecięty sztucznymi Kanałem Wrocławskim i Przekopem Mieleńskim uchodzi do jeziora Dąbie tworząc dwa ramiona: Duńczycę Wschodnią i Duńczycę Zachodnią rozdzielając Wielką Kępę od Mieleńskiej Łąki.
Przed 1945 rokiem nad Duńczycą w pobliżu Przekopu Mieleńskiego istniało kąpielisko Waldowshof należące do Klary Goetzke oraz miał siedzibę sportowy klub pływacki Waspo Stettin.
Do 1945 r. stosowano niemiecką nazwę Dunzig. Początkowo w latach 1945–47 używano polskiej nazwy Starówka. W 1947 r. ustalono urzędowo polską nazwę Duńczyca.